# Ingo Arnold
Ingo Arnold (* 26. Februar 1931 in Berlin; † 9. Dezember 2023) war ein deutscher Grafiker und Maler.

## Leben und Werk
Arnold kam als kleines Kind in der Kinderlandverschickung aus dem bombenbedrohten Berlin in das besetzte Polen, von wo er 1947 in die zerstörte Stadt zurückkam. Er absolvierte von 1947 bis 1950 eine Lithografen-Lehre und arbeitete bis 1955 als Offsetretuscheur. Von 1955 bis 1959 studierte er bei Otto Bertl, Günter Junge (* 1928) und Heinz Unzner an der damaligen Fachschule für angewandte Kunst Berlin-Schöneweide, der späteren Fachschule für Werbung und Gestaltung (FSWG). Danach war er bis 1961 Assistent an der Schule. Daneben absolvierte er an der Humboldt-Universität zu Berlin ein pädagogisches Fernstudium. Von 1961 bis 1970 war er Dozent an der FSWG. 1970 erwarb er bei Wolfgang Mattheuer an der Hochschule für Grafik und Buchkunst Leipzig extern das Diplom in Freier Grafik. Ab 1970 arbeitete Arnold in Berlin als freischaffender Grafiker. Er schuf gebrauchsgrafische Arbeiten wie Plakate, Plattencover und Buchillustrationen und entwarf Visuelle Informationssysteme, u. a. mit Klaus Stützner (* 1939), Hans-Michael Linke (* 1940) und Utz-Jürgen Müller für Berlin-Marzahn. Neben diesen Brotarbeiten betätigte er sich zunehmend als freier Maler und Grafiker.
Er hatte sein Atelier in der Nachbarschaft von Reiner Bredemeyer in Berlin-Müggelheim. Dort trafen sich in den 1970er/1980er Jahren „Junge Wilde“ der Ostberliner Kulturszene, darunter bildende Künstler, „die abstrakten, abstrakt-dekorativen oder experimentellen Prinzipien huldigen oder die versuchen, diese Prinzipien für ihre realistische Kunst auszubeuten.“
1982 konnte Arnold mit Joachim John im kolumbianischen Cali die vom Zentrum für Kunstausstellungen der DDR ausgerichtete Ausstellung Gráfica Contemporánea de la República Alemana begleiten. Schon damals beschäftigte er sich mit der künstlerischen Methode der Metrischen Montage, bei der auf der Grundlage fotografischer Aufnahmen aus in Streifen geschnittenen und neu zusammengesetzten Bildern ein neues grafisches Kunstwerk entsteht. Damit bewegte Arnold sich „an den Grenzen zu Foto, Film und Grafik, zum Metrum der Musik und zur Metrik der Verskunst.“
Arnold war vor allem Zeichner, „ein Künstler des Schwarz-Weiß“. In einem Gedicht sagt er:
Nicht die küste von azur
das grau der wolken ist mein
brandenburgisch leben aus grau
destillier’ preußisch ich die farben
schwarz-weiß sei’s panier.
Arnold war bis 1990 Mitglied des Verbands Bildender Künstler der DDR. Er hatte in der DDR und im Ausland eine bedeutende Zahl von Einzelausstellungen und Ausstellungsbeteiligungen, u. a. 1967/1968 an der VI. Deutschen Kunstausstellung und 1977/1978, 1982/1983 und 1987/1988 an der VIII. bis X. Kunstausstellung der DDR in Dresden, und erhielt für seine gebrauchsgrafischen Arbeiten mehrere Auszeichnungen.
Arnold wohnte in der Altstadt von Berlin-Köpenick.
Zu Arnolds Freundeskreis gehörten bildende Künstler, Literaten, Komponisten und Musiker, darunter Bredemeyer, Rudolf Grüttner und Jürgen Rennert.

## Rezeption
„Seine besondere Aufmerksamkeit galt lebenslang dem Zeichnen. Akribisch ausgeführte Arbeiten auf Papier, beherrscht von einer Ästhetik der Genauigkeit, füllen seine Grafikschränke. Sie zeugen von seiner Leidenschaft, unsere Welt mit Präzision auf Papier zu bannen und selbst gewöhnlichen Gegenständen ihre Poesie zurückzugeben.“

## Fotografische Darstellung Arnolds
- Christian Borchert: Der Maler Ingo Arnold in seinem Atelier (1982)[5]

## Ehrungen (Auswahl)
- 1971: Orden Banner der Arbeit (für die Plattenhüllen der Beethoven-Gesamtausgabe von Eterna)
- 1982: Preis im Wettbewerb Die 100 besten Plakate des Jahres (für das Plakat zur Othello-Inszenierung der Deutschen Staatsoper)
- 1983: Kunstpreis des FDGB beim Wettbewerb 100 ausgewählte Grafiken

## Werke (Auswahl)

### Druckgrafik
- Selbstkritik (1976, Metrische Montage, Offset-Lithografie, 72 × 51 cm; auf der VIII. Kunstausstellung der DDR)[6]
- Planspiel „Verbrannte Erde“ (1982, Metrische Montage, Offset-Lithografie)[7]
- In Bogotá I-VI (1983, 6 Metrische Montagen, 73 × 53 cm)
- Die Winterreise (1987; 24 Metrische Montagen)

### Buchillustrationen
- Helmut Ullrich und Wilhelm Bondzio (Auswahl): Schöne Erde Vaterland. Lyrik und Graphik. Union Verlag, Berlin, 1969 (Broschur-Mappe, mit weiteren Illustratoren)
- Franz Grillparzer: Der arme Spielmann. Das Kloster bei Sendomir. Union Verlag, Berlin, 1972
- Alica Uszkoreit (Hrsg.): Bekanntschaften Eine Anthologie. Aufbau Verlag, Berlin und Weimar, 1976 (mit weiteren Illustratoren)
- Maria Kubasch: Sterne über dem Abgrund. Das Leben der Maria Grollmuß. Union Verlag, Berlin, 1976
- Erwin Bekier: Walja, die erste Kosmonautin. Der Kinderbuchverlag, Berlin, 1982

## Personalausstellungen seit der deutschen Wiedervereinigung (unvollständig)
- 1994: Berlin, DOMizil („Metrische Montagen“)
- 2002: Berlin, Galerie am Prater (Zeichnungen aus den 1970er und 1990er Jahren)
- 2006: Berlin, Galerie Alte Schule Adlershof (Zeichnungen, Montagen, Bilder)[8]